# Meiosis
Meiosis är en stilfigur inom retorik som innebär en eufemism och en underdrift. Ordet är en nylatinsk bildning till grekiska meios (μειόω) som betyder "förminska". Begreppet är snarlikt litotes.